# Nomia philippina
Nomia philippina är en biart som beskrevs av Joseph Vachal 1897. Nomia philippina ingår i släktet Nomia och familjen vägbin. Inga underarter finns listade i Catalogue of Life.